# مارکو وربک
مارکو وربک (انگلیسی: Marco Vorbeck؛ زادهٔ ۲۴ ژوئن ۱۹۸۱) بازیکن فوتبال اهل آلمان است.
از باشگاه‌هایی که در آن‌ها بازی کرده‌است می‌توان به دینامو درسدن، هانزا روستوک، و آگسبورگ اشاره کرد.
وی همچنین در تیم ملی فوتبال زیر ۲۱ سال آلمان بازی کرده‌است.